# Albina (cantante)
Albina Grčić, conosciuta semplicemente come Albina (Spalato, 6 febbraio 1999), è una cantante croata.
Ha rappresentato la Croazia all'Eurovision Song Contest 2021 con il brano Tick-Tock.

## Biografia
Albina si è fatta conoscere al grande pubblico nel 2015 con la sua partecipazione alla seconda edizione di X Factor Adria, versione balcana di X Factor. Dopo aver superato le audizioni, la produzione ha deciso di formare un gruppo femminile con Albina come membro, tuttavia l'artista ha rifiutato l'offerta, abbandonando la competizione.
Nel 2019 ha preso parte alla terza edizione di The Voice Hrvatska, la versione croata del talent. Alle blind audition si è esibita con En cambio no di Laura Pausini, ottenendo il consenso dei giudici ed entrando a far parte del team di Vanna. Dopo aver superato i duelli ha acceduto ai live, arrivando fino alla finale dove si è classificata terza. Nello stesso anno ha firmato un contratto discografico con la Universal Music Croatia, con cui ha pubblicato il suo singolo di debutto Imuna na strah.
Nel dicembre 2020 Albina è stata confermata come partecipante a Dora, il format per la ricerca del rappresentante croato all'Eurovision Song Contest 2021, con il brano Tick-Tock. Nella selezione, svoltasi il 13 febbraio 2021, è stata proclamata vincitrice, concedendole il diritto di rappresentare il suo paese sul palco eurovisivo a Rotterdam. Nel maggio successivo, Albina si è esibita nella prima semifinale eurovisiva, piazzandosi all'11º posto su 16 partecipanti con 110 punti totalizzati e non qualificandosi per la finale per soli sei punti.

## Discografia

### Singoli
- 2020 – Imuna na strah / No More Tears
- 2021 – Tick-Tock
- 2021 – La La Love
- 2021 – Plači mila
- 2022 – Noću
- 2023 – 27.
- 2023 – Žar (con Ðana)
- 2023 – Grad sve zna